# Frontière entre le Kenya et la Tanzanie

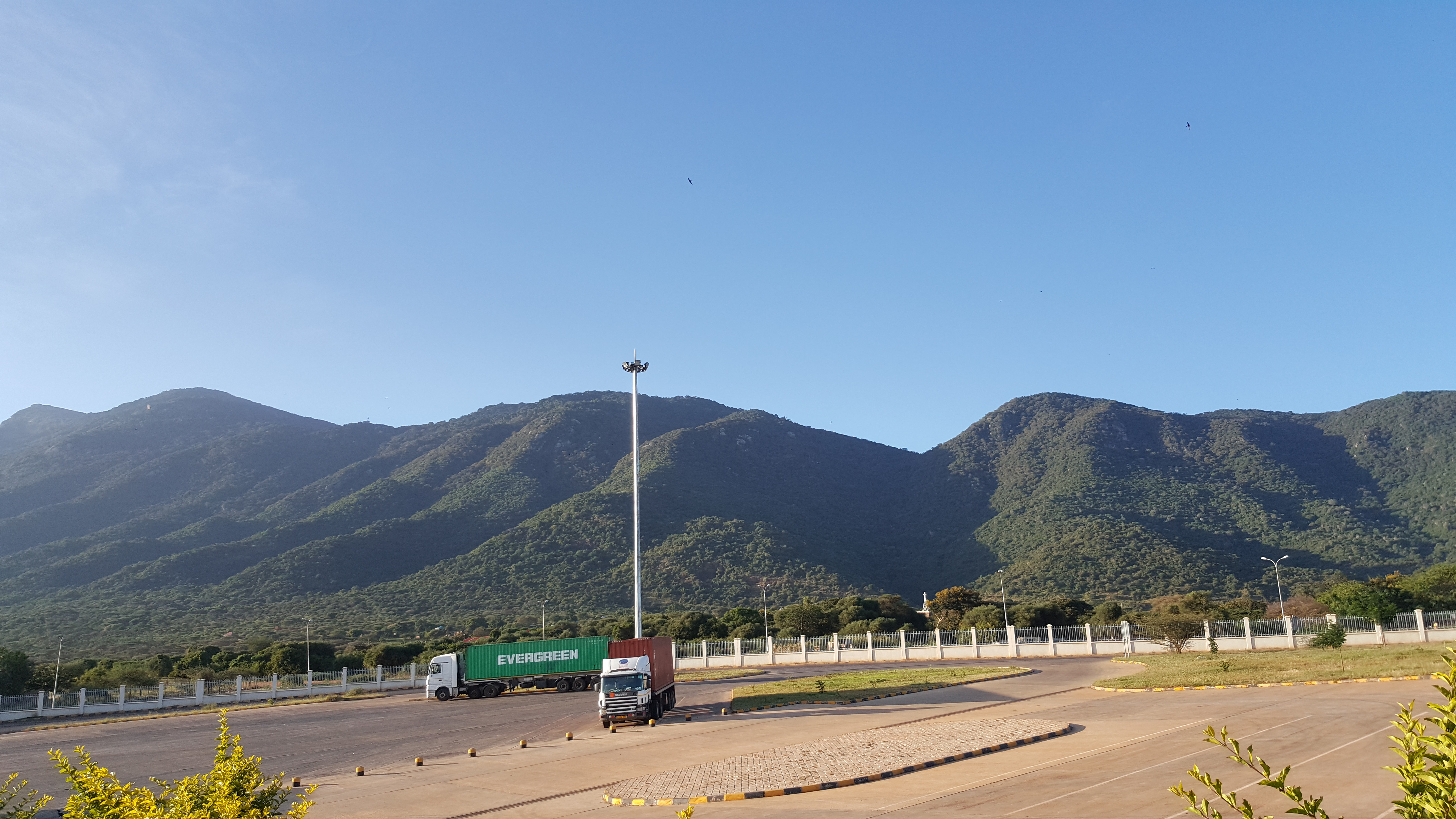
Poste-frontière de Namanga.

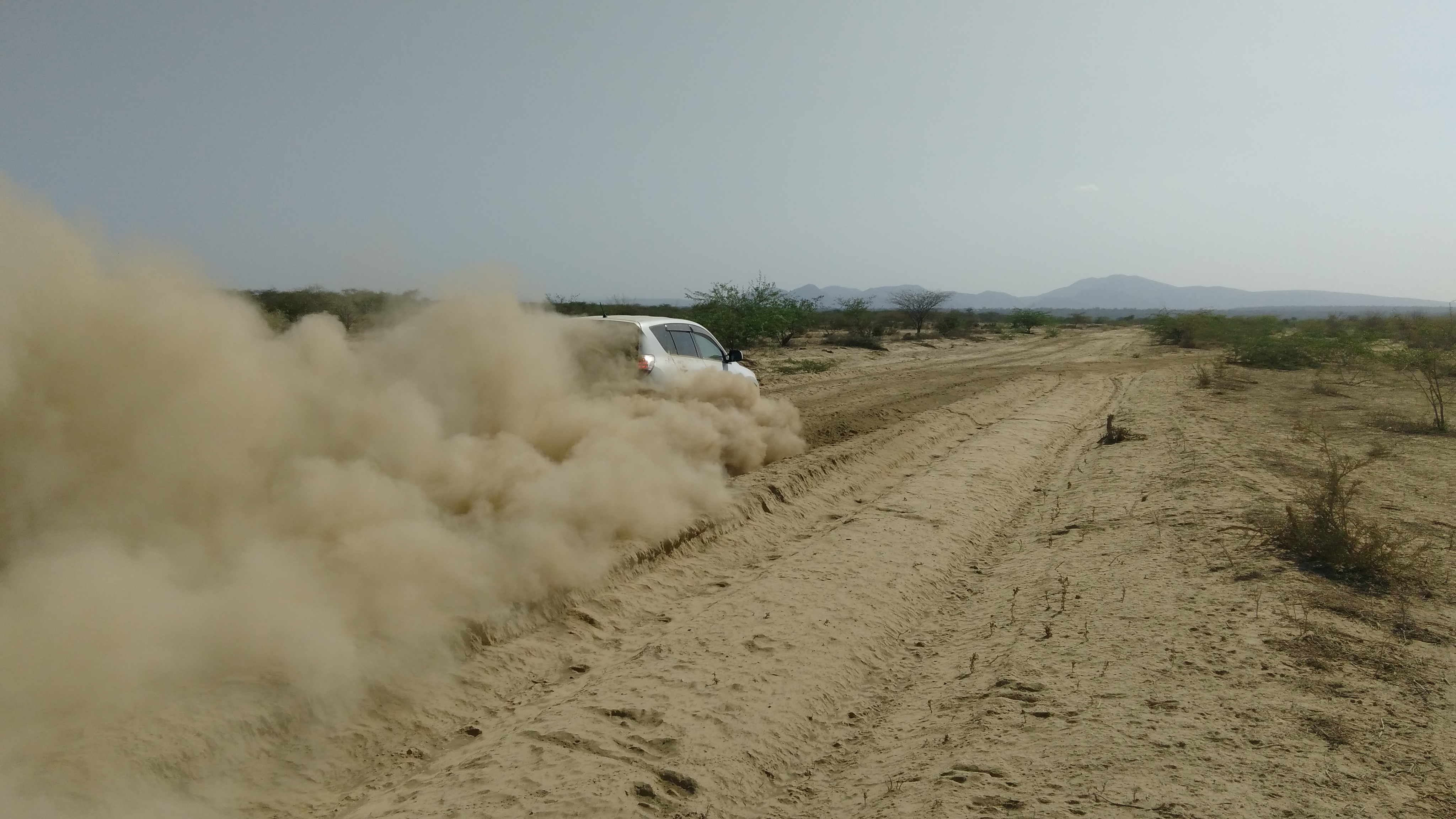
Route poussiéreuse au Kenya à l'approche de la frontière.

La frontière entre le Kenya et la Tanzanie est longue de 769 km. Le Kilimandjaro est situé à proximité de celle-ci.